# Midtre Hellstugutinden
De Midtre Hellstugutinden is een berg behorende bij de gemeente Lom in de provincie Oppland in Noorwegen. De berg, gelegen in Nationaal park Jotunheimen, heeft een hoogte van 2339 meter en maakt onderdeel uit van de bergrug Hellstugutindane.
De Midtre Hellstugutinden is onderdeel van het gebergte Jotunheimen.